# Meike Evers
Meike Evers, född den 6 juni 1977 i Berlin i Tyskland, är en tysk roddare.
Hon tog OS-guld i scullerfyra i samband med de olympiska roddtävlingarna 2004 i Aten.